# Nouvelles de Henry James
Nouvelles de Henry James è una serie televisiva ispirata alle opere dello scrittore Henry James.
Diversi attori famosi hanno recitato nella serie, tra i quali Tom Baker, Robert Hossein e Michel Piccoli.

## Episodi

### Stagione 1 (1974)
| № | Titolo               | Trasmissione     | Tratto da       |
| - | -------------------- | ---------------- | --------------- |
| 1 | Ce que savait Morgan | 1974             | Lo scolaro      |
| 2 | Le tour d'écrou      | 25 febbraio 1974 | Il giro di vite |

### Stagione 2 (1976)
| № | Titolo                       | Trasmissione   | Tratto da                     |
| - | ---------------------------- | -------------- | ----------------------------- |
| 1 | Le banc de la désolation     | 13 marzo 1976  | La panchina della desolazione |
| 2 | De Grey, un Récit romanesque | 20 marzo 1976  | De Grey: A Romance            |
| 3 | L'auteur de Beltraffio       | 27 marzo 1976  | The Author of «Beltraffio»    |
| 4 | Les raisons de Georgina      | 10 aprile 1976 | Georgina's Reasons            |
| 5 | Un jeune homme rebelle       | 17 aprile 1976 | Owen Wingrave                 |